# Municipio de Moran (Míchigan)
El municipio de Moran (en inglés: Moran Township) es un municipio ubicado en el condado de Mackinac en el estado estadounidense de Míchigan. En el año 2010 tenía una población de 994 habitantes y una densidad poblacional de 2,86 personas por km².

## Geografía
El municipio de Moran se encuentra ubicado en las coordenadas 46°2′37″N 84°56′34″O / 46.04361, -84.94278. Según la Oficina del Censo de los Estados Unidos, el municipio tiene una superficie total de 347.99 km², de la cual 330,29 km² corresponden a tierra firme y (5,09 %) 17,71 km² es agua.

## Demografía
Según el censo de 2010, había 994 personas residiendo en el municipio de Moran. La densidad de población era de 2,86 hab./km². De los 994 habitantes, el municipio de Moran estaba compuesto por el 72,03 % blancos, el 0,4 % eran afroamericanos, el 20,72 % eran amerindios, el 0,2 % eran asiáticos y el 6,64 % eran de una mezcla de razas. Del total de la población el 1,01 % eran hispanos o latinos de cualquier raza.